# Kaukaz (łańcuch górski)

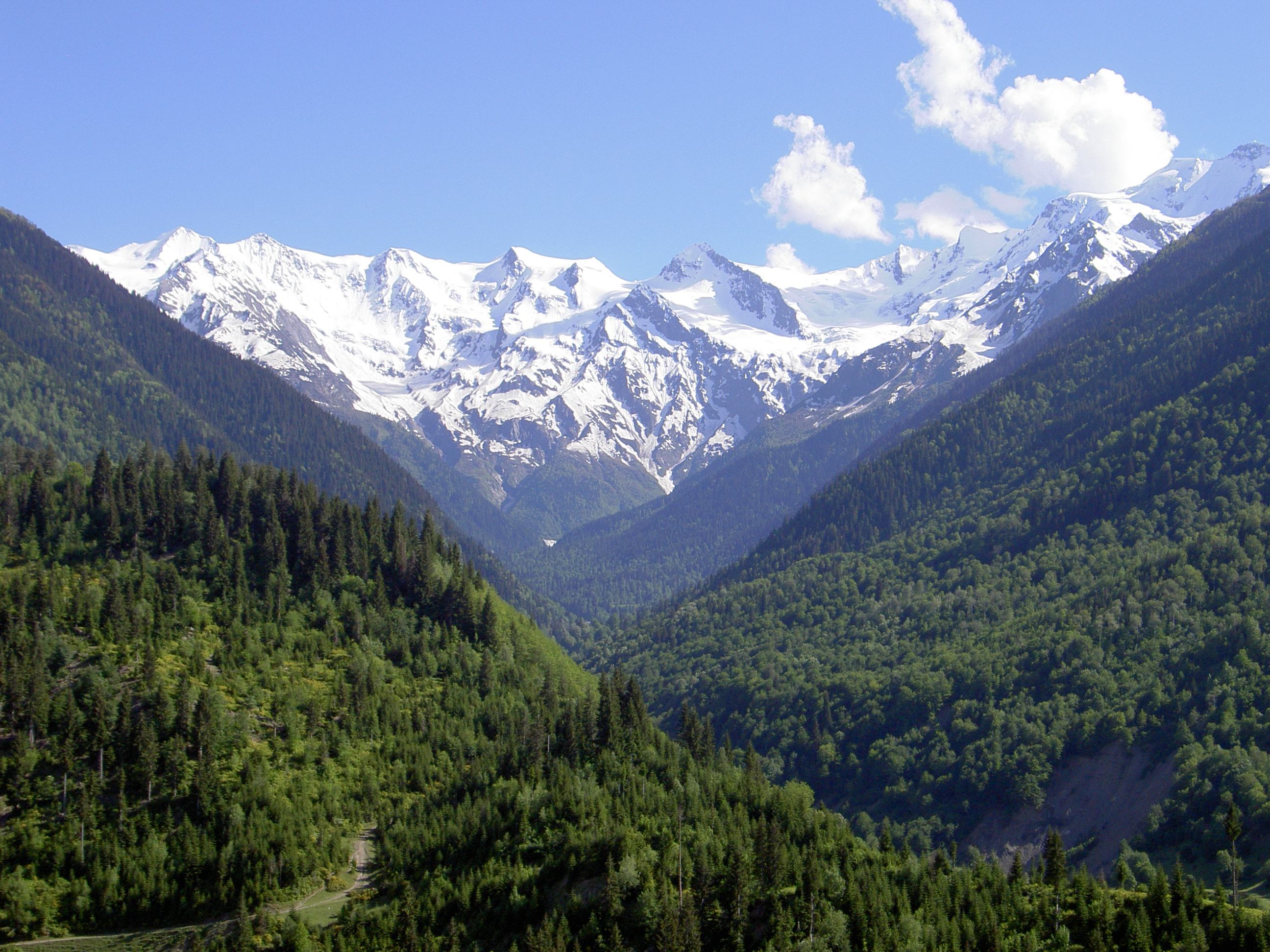
Kaukaz w Swanetii

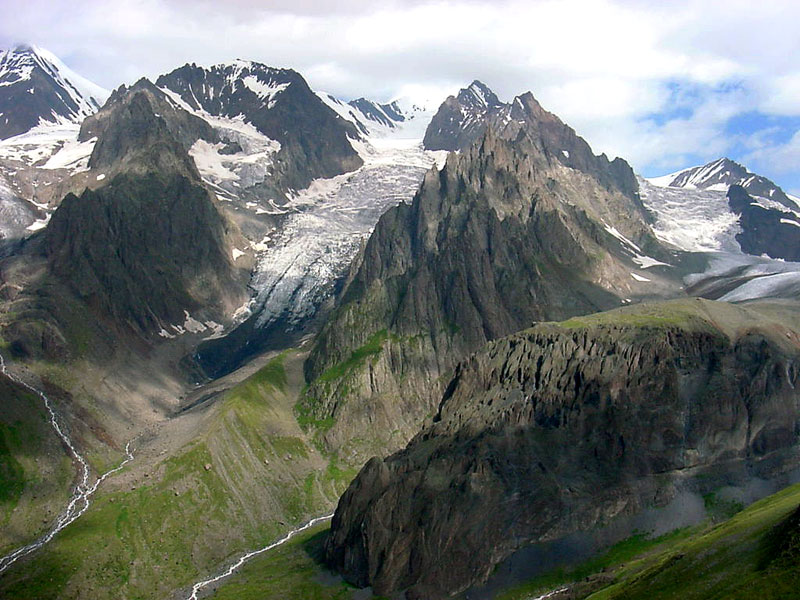
Kaukaz w Gruzji

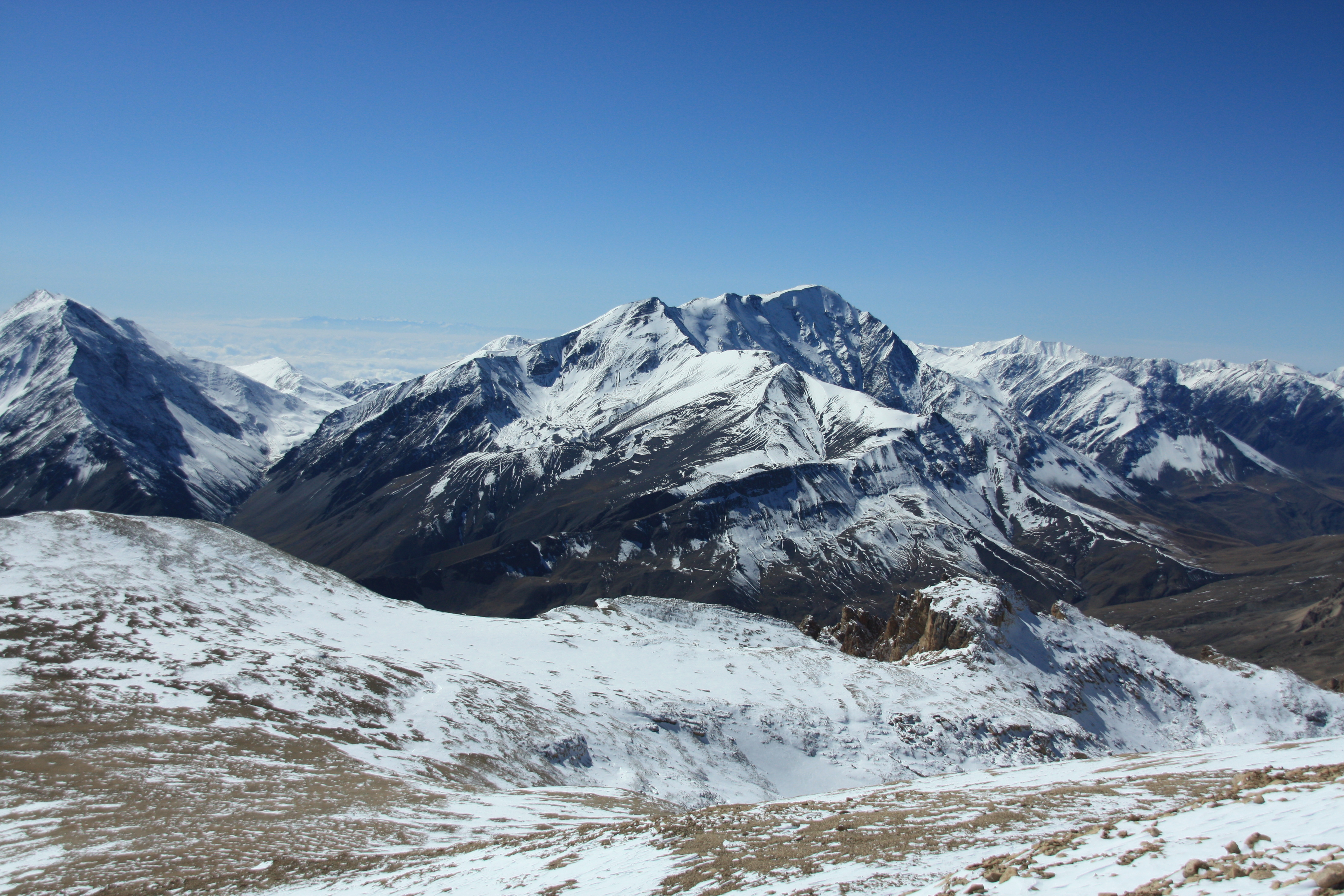
Bazardüzü

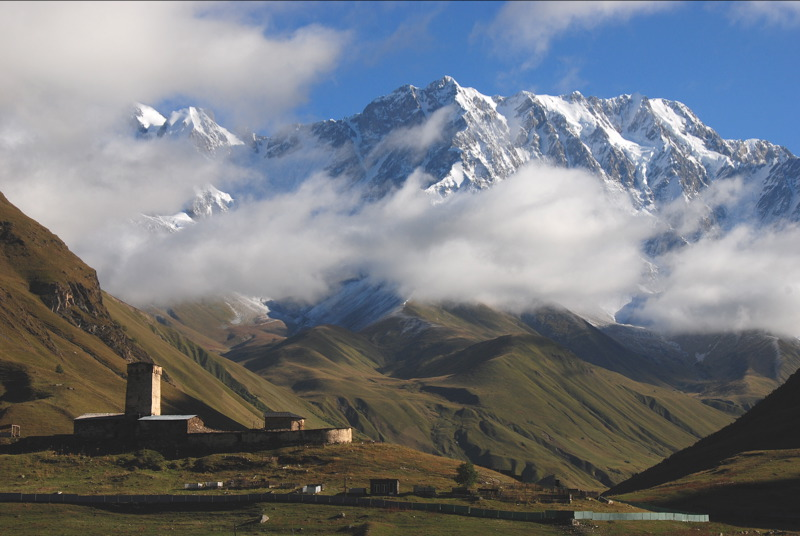
Szchara

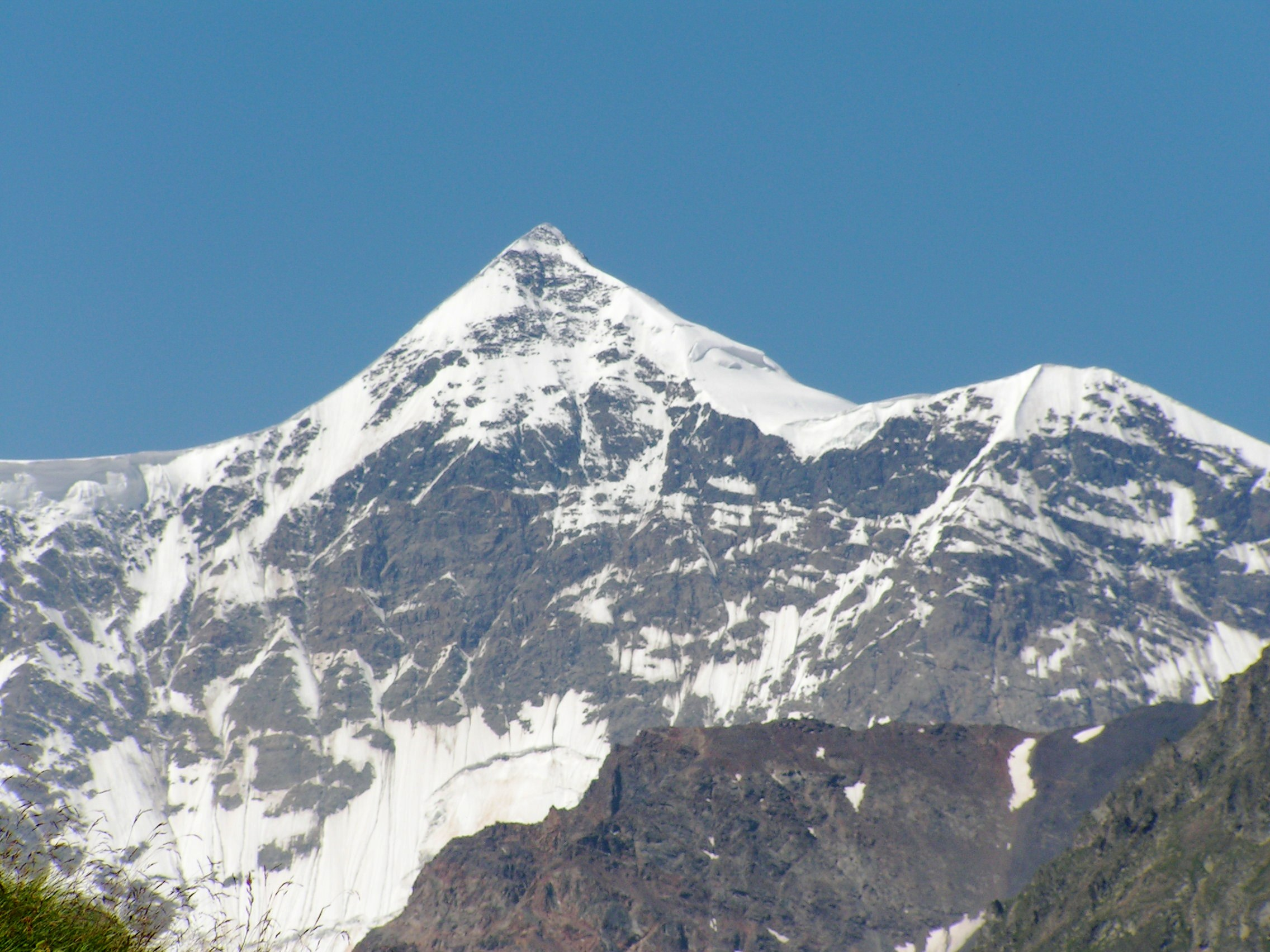
Gestola

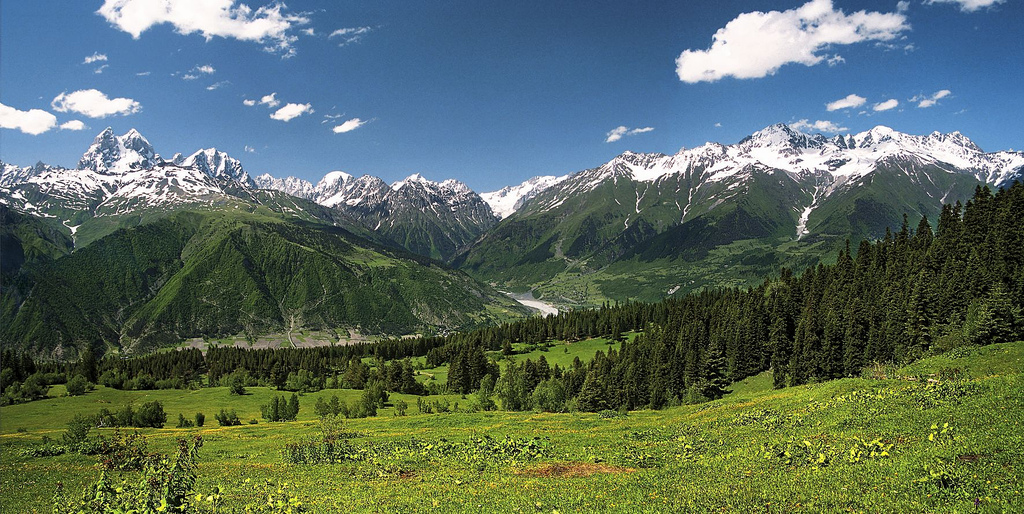
Swanetia

Kaukaz (także Wielki Kaukaz; azer. Qafqaz, orm. Կովկաս Kowkas, gruz. კავკასიონი Kawkasioni, ros. Кавказские горы Kawkazskije gory) – łańcuch górski na pograniczu południowo-wschodniej Europy i południowo-zachodniej Azji (zobacz: granica Europa-Azja). Rozciąga się pomiędzy Morzem Czarnym i Morzem Kaspijskim. Leży na terenie Gruzji, Azerbejdżanu, Armenii i Rosji. W paśmie tym znajdują się najwyższe szczyty: Rosji (Elbrus – 5642 m, najwyższy szczyt całego Kaukazu), Gruzji (Szchara – 5193 m), Azerbejdżanu (Bazardüzü – 4485 m) i Armenii (Aragac – 4090 m). 
Długość wynosi około 1500 km, szerokość wynosi 110-180 km. Powierzchnia około 440 tys. km². 8 szczytów osiąga wysokość ponad 5000 m n.p.m.

## Geologia
Kaukaz jest fałdowym górotworem alpejskim o skomplikowanej budowie geologicznej, znajduje się na granicy płyty anatolijskiej z płytą eurazjatycką. Procesy tektoniczne ciągle trwają, o czym świadczą liczne trzęsienia ziemi.
Część środkową tworzą krystaliczne skały prekambryjskie i paleozoiczne (głównie osadowe), pozostały obszar zbudowany jest z mezozoicznych łupków, piaskowców, wapieni i skał wulkanicznych. Najwyższe szczyty są stożkami wygasłych wulkanów (Elbrus i Kazbek). Występują tu częste trzęsienia ziemi.
Na Kaukazie wyróżnia się kilka jednostek tektonicznych (kolejność z północy na południe): zapadlisko przedkaukaskie, Wielki Kaukaz, zapadlisko riońsko-kurskie i Mały Kaukaz.

## Jednostki geograficzne
Kaukaz tworzy zwarty, wysokogórski łańcuch z poprzecznymi grzbietami, pomiędzy którymi leżą liczne doliny i kotliny. Ku północy rozciąga się tzw. Kaukaz Północny, którego zachodnia część to Nizina Kubańska, środkowa część to Wyżyna Stawropolska i Równina Groznieńska, zachodnia część to południowy fragment Niziny Nadkaspijskiej. Zbocza południowe Kaukazu opadają stromo, na zachodzie – do Niziny Kolchidzkiej i wybrzeży Morza Czarnego, w środkowej części – do szeregu wyżyn i kotlin, na wschodzie – do Niziny Kurańskiej, od południa ograniczone Małym Kaukazem.
Na Kaukazie panuje klimat wysokogórski o wyraźnie zaznaczonej piętrowości. Stanowi wyraźną granicę klimatyczną: na zboczach północnych panuje klimat umiarkowany ciepły (o cechach kontynentalnych), a na zboczach południowych panuje klimat podzwrotnikowy (o cechach śródziemnomorskich). Ilość opadów maleje ku wchodowi, od 3000 mm do 300-3500 mm rocznie. Powyżej wysokości 2900 do 3500 m n.p.m. występują wieczne śniegi i lodowce o powierzchni około 2 tys. km². Liczba lodowców wyraźnie maleje w kierunku wschodnim ze względu na mniejszą sumę opadów rocznych.
Znajduje się tu ponad 2.000 lodowców.
Sieć rzeczna jest tu gęsta, wykorzystywana do celów energetycznych oraz do nawadniania. Głównymi rzekami są: Kura, Suła, Terek i Kuma (zlewisko Morza Kaspijskiego), Rioni i Inguri (uchodzą do Morza Czarnego) i Kubań (uchodzi do Morza Azowskiego). Liczne źródła mineralne.
Piętrowa strefowość roślinna: od lasów zimozielonych u podnóża, poprzez lasy liściaste i iglaste do wysokości 2000–2200 m n.p.m., kosodrzewiny i hale do wysokogórskich turni.
Kaukaz jest zasobny w bogactwa naturalne, zwłaszcza w ropę naftową i gaz ziemny, węgiel kamienny, mangan, wolfram.
Liczne ośrodki turystyczne i uzdrowiska: Soczi, Kisłowodzk, Piatigorsk, Żeleznowodsk, Przyelbrusie. Stosunkowo gęste zaludnienie wynoszące kilkadziesiąt osób na km². Kaukaz zamieszkuje kilkaset różnych grup etnicznych, w tym przedstawiciele tzw. kaukaskiej rodziny językowej.
Istnieje kilka przyjętych granic między Azją a Europą na odcinku między Morzem Czarnym i Morzem Kaspijskim. Jedna z nich zakłada, że granica biegnie granią główną Kaukazu – wówczas Elbrus należałoby traktować jako najwyższy europejski szczyt. Zobacz więcej: granica Europa-Azja.

## Podział
- Kaukaz dzieli się na:
  - Wielki Kaukaz – najwyższy szczyt: Elbrus o wysokości 5642 m n.p.m.,
  - Mały Kaukaz – najwyższy szczyt: Giamysz o wysokości 3724 m n.p.m.

- Kaukaz można też dzielić na:
  - Kaukaz Zachodni – najwyższy szczyt: Dombaj-Ulgen o wysokości 4047 m n.p.m.,
  - Kaukaz Środkowy – najwyższy szczyt: Elbrus o wysokości 5642 m n.p.m.,
  - Kaukaz Wschodni – najwyższy szczyt: Tebulosmta o wysokości 4494 m n.p.m.

## Najwyższe szczyty
1. Elbrus, 5642 m,
2. Dychtau, 5205 m,
3. Szchara, 5201 m,
4. Kosztantau, 5151 m,
5. Kazbek, 5054 m,
6. Dżangitau, 5051 m,
7. Miżyrgi, 5047 m,
8. Pik Puszkina, 5033 m,
9. Katyń-Tau – 4974 m,
10. Szota Rustaweli – 4960 m,
11. Pik Borowikowa – 4888 m,
12. Gestola – 4860 m,
13. Tetnuld – 4858 m,
14. Uszba – 4710m,
15. Uilpata – 4638 m,
16. Tebulosmta – 4494 m,
17. Bazardüzü – 4485 m,
18. Sachdag – 4243 m,
19. Aragac[a] – 4090 m,
20. Dombaj-Ulgen – 4047 m.

## Literatura
- Włodzimierz Mizerski, Geologia regionalna kontynentów, Warszawa 2004, ISBN 83-01-14339-8
- Wojciech Scelina, Elbrus. Przewodnik, Łódź 2022, ISBN 978-83-7729-656-1